# Naevius (genre)
Pour les articles homonymes, voir Naevius.
Genre
Naevius est un genre d'araignées aranéomorphes de la famille des Macrobunidae.

## Distribution
Les espèces de ce genre se rencontrent au Pérou, en Bolivie et en Argentine.

## Liste des espèces
Selon World Spider Catalog (version 25.0, 06/03/2024) :
- Naevius calilegua Compagnucci & Ramírez, 2000
- Naevius manu Brescovit & Bonaldo, 1996
- Naevius varius (Keyserling, 1879)
- Naevius zongo Brescovit & Bonaldo, 1996

## Systématique et taxinomie
Ce genre a été décrit par Roth en 1967 dans les Agelenidae. Il est placé dans les Amaurobiidae par Compagnucci et Ramírez en 2000 puis dans les Macrobunidae par Gorneau, Crews, Cala-Riquelme, Montana, Spagna, Ballarin, Almeida-Silva et Esposito en 2023.

## Publication originale
- Roth, 1967 : « A review of the South American spiders of the family Agelenidae (Arachnida, Araneae). » Bulletin of the American Museum of Natural History, no 134, p. 297-346 (texte intégral).